# Sherry Lawrence
Sherry Lawrence (Calgary, 17 gennaio 1984) è un'ex sciatrice alpina canadese.

## Biografia
Originaria di Calgary e attiva in gare FIS dal dicembre del 1999, in Nor-Am Cup la Lawrence esordì il 2 febbraio 2000 a Big Mountain in supergigante (31ª) e ottenne il primo podio il 2 dicembre 2002 ad Aspen nella medesima specialità (2ª). Il 3 dicembre 2004 debuttò in Coppa del Mondo, a Lake Louise in discesa libera (53ª), e pochi giorni dopo, il 13 dicembre, conquistò nelle medesime località e specialità la prima vittoria in Nor-Am Cup.
Sempre a Lake Louise e sempre in discesa libera ottenne anche la sua seconda e ultima vittoria in Nor-Am Cup, l'8 dicembre 2005; il 17 dicembre dello stesso anno colse il miglior piazzamento in Coppa del Mondo, a Val-d'Isère in discesa libera (11ª). Ai XX Giochi olimpici invernali di Torino 2006, sua unica presenza olimpica, si classificò 27ª nella discesa libera e 34ª nel supergigante; il 14 febbraio 2007 ottenne l'ultimo podio in Nor-Am Cup, a Big Mountain in discesa libera (2ª), e il 13 dicembre 2008 prese per l'ultima volta il via in Coppa del Mondo, a Sankt Moritz in supergigante (43ª): fu la sua ultima gara in carriera.

## Palmarès

### Coppa del Mondo
- Miglior piazzamento in classifica generale: 75ª nel 2006

### Nor-Am Cup
- Miglior piazzamento in classifica generale: 7ª nel 2003 e nel 2005
- Vincitrice della classifica di discesa libera nel 2005 e nel 2007
- Vincitrice della classifica di supergiante nel 2005
- 10 podi:
  - 2 vittorie
  - 5 secondi posti
  - 3 terzi posti

#### Nor-Am Cup - vittorie
| Data             | Località    | Paese  | Specialità |
| ---------------- | ----------- | ------ | ---------- |
| 13 dicembre 2004 | Lake Louise | Canada | DH         |
| 8 dicembre 2005  | Lake Louise | Canada | DH         |

Legenda:

DH = discesa libera

### South American Cup
- Miglior piazzamento in classifica generale: 8ª nel 2008
- 2 podi:
  - 1 vittoria
  - 1 terzo posto

#### South American Cup - vittorie
| Data           | Località | Paese | Specialità |
| -------------- | -------- | ----- | ---------- |
| 29 agosto 2007 | La Parva | Cile  | DH         |

Legenda:

DH = discesa libera